# Japanskans partiklar
Partiklar är en viktig del i japansk grammatik. De är suffix eller småord som följer på substantiv, verb, adjektiv eller satser för att markera vilken funktion ett ord har eller för att exempelvis göra påståendesatser till frågesatser. De skrivs ut i hiragana.
I japanskan används partiklar för att tala om den semantiska innebörd det föregående ordet har (subjekt, objekt, tema) eller för riktning och plats, ungefär som svenskans prepositioner. Ibland hoppar talare över partiklar där lyssnaren är medveten om vad samtalsämnet är. Den stora mängden partiklar i japanskan kommer från det faktum att språket inte skiljer på bestämd/obestämd artikel, singular/plural, och man saknar genus och kasus.

## Ämnespartikel, は (wa)
När man vill markera ämnet i en fras eller introducera ett nytt samtalsämne i japanskan så använder man partikeln は (wa). は fungerar till synes ibland som subjekt-partikel (1), men generellt sett kan det översättas med "vad beträffar" (2).
(1)
- 私は食べます。　"Watashi wa tabemasu."" - "Jag äter".
- 私は学生です。　""Watashi wa gakusei desu."" - "Jag är student."

(2)
- 水は飲みますが、ビールは飲みません。　"Mizu wa nomimasu ga, biiru wa nomimasen." - "Vatten dricker (jag) men öl dricker (jag) inte."

## Subjektpartikel, が (ga)
I många fall fungerar は (wa) som subjektpartikel, men då man vill vara specifik i vem/vad man syftar till använder man が (ga) istället. Detta illustreras på ett känt sätt med följande två meningar:
- ジョンは学生です。 ""JON wa gakusei desu."" - "John är student." (Det kan finnas andra studenter bland de personer vi pratar om.)
- ジョンが学生です。 ""JON ga gakusei desu."" - "Det är John som är studenten (av alla personer vi pratar om)."

Då ämnet är okänt/odefinierat använder man istället が (ga):
- 誰かが本を読んでいる。　""Dareka ga hon o yonde iru."" - "Någon läser bok(en)."

が (ga) kan även fungera som objektpartikel.

## Objektpartikel, を (wo)
Transkriberas oftast som "o".
Partikeln を sätts efter ackusativobjektet i en sats; ibland kan dock objektpartikeln hoppas över vid "självklara" meningar. Wo uttalas i modern japanska som "o", även om uttalet "wo" faktiskt förekommer sparsamt.
- 私は寿司を食べます　"Watashi wa sushi o tabemasu" - "Jag äter sushi"

## Ägande-partikel "no, の"
Partikeln の används bland annat för att ge substantiv (och pronomen) genitiv:
- 私の猫 "Watashi no neko" - "Min katt"
- 車の色 "Kuruma no iro" - "Bilens färg"

Används även flitigt i titlar och kan också översättas till: Kungen av ett land.
- 日の国の王さま "Hi no kuni no ousama" - "Kungen av solens land"

## Åsiktspartikel "yo, よ"
När någon vill utmärka sin åsikt om vad de tror eller tycker så sätter man partikeln "yo" efter meningen. Man blandar sällan åsiktspartikeln med frågepartikeln.
- 雨よ　"Ame yo" "Det är ju regn."

## Bekräftningspartikel "ne, ね"
När någon vill få någonting bekräftat av den som lyssnar så använder man "ne" sist i meningen. Man kan också använda den tillsammans med "yo" men sällan med "ka". (Jämför engelskans tag-questions)
- 雨よ、ね "Ame yo, ne" - "Det är ju regn, visst?"
- 寿司はおいしい、ね "Sushi wa oishii, ne" - "Sushin var god, eller hur?"

## Partikel で (de)
Partikeln で kan bland annat användas för:
Plats för handling:
- 海で泳いだ。 "Umi de oyoida." - "Jag simmade i havet"
- 芝生でアイスを食べたい。 "Shibafu de aisu wo tabetai" - "Jag vill äta glass på gräsmattan"

Instrument, medel:
- バスで学校に行きます。　"Basu de gakkou ni ikimasu." - "Jag åker till skolan med buss."
- 鉛筆で書く。"Enpitsu de kaku" - "Jag ska skriva med blyertspenna."
- 全部で千円です　"Zenbu de sen-en desu." - "Total blir det 1000 yen."

## Frågepartikeln か (ka)
Vilken japansk sats kan enkelt göras om till en frågande sats med hjälp av den satsfinala artikeln "ka" efter predikatet.
- 私は寝覚めたか。　"Watashi wa nezameta ka." - "Har jag vaknat?".

## Källhänvisningar
1. 1 2  "japanska". NE.se Läst 13 juli 2014.